# Hard Rock Hotel & Casino
Het Hard Rock Hotel & Casino is een entertainment resort in Las Vegas, Nevada. Het 6,8 hectare grote resort is eigendom van Brookfield Asset Management en Warner Gaming en bevindt zich aan Paradise Road, nabij de Las Vegas Strip. Het resort bestaat onder andere uit een hoteltoren, 2.800 m² groot casino, Tahitiaans strand, zes restaurants, een nachtclub, drie cocktail-lounges, meerdere winkels, een pokerkamer en The Joint, een muziekpodium.

## Geschiedenis
Peter Morton, medeoprichter van het Hard Rock Café liet in 1995 het resort bouwen. Vervolgens vonden er in 1999 en 2007 grootschalige uitbreidingen plaats. In juni 2002 overleed rock-bassist John Entwistle van The Who in een van de hotelkamers. Pas na enige tijd bracht het hotel naar buiten dat het om kamer 658 ging. Nog altijd verblijven fans in het hotel als eerbetoon aan de muzikant.

## The Joint
Veel bekende artiesten hebben opgetreden in The Joint, een interne rockclub. Onder andere Queen, The Rolling Stones, Guns N' Roses, David Bowie, Coldplay, Oasis en Alicia Keys hebben op het podium gestaan. De originele 'Joint' sloot zijn deuren in februari 2009 om vervolgens twee maanden later met een verdubbelde capaciteit te heropenen. Na de verbouwing is er plaats voor 4.000 bezoekers.
- MusicBrainz: 574d9cb5-bbe3-46ed-9638-7396177f1125